# Biarne
Biarne é uma comuna francesa na região administrativa de Borgonha-Franco-Condado, no departamento de Jura. Estende-se por uma área de 6,21 km². Em 2010 a comuna tinha 413 habitantes (densidade: 66,5 hab./km²).